# Pacific-Rim-Nationalpark
Der Pacific-Rim-Nationalpark (englisch Pacific Rim National Park Reserve of Canada, französisch Réserve de parc national du Canada Pacific Rim) liegt an der Westküste von Vancouver Island in der kanadischen Provinz British Columbia. Er besteht aus Long Beach, den Broken Group Islands und dem West Coast Trail. Gegründet 1970 und formell ausgerufen von Prinzessin Anne, wurde der Park am 19. Februar 2001 im Rahmen des Canada National Parks Act (CNPA) in das Pacific Rim National Park Reservat (PRNPR) umgewandelt, um die Mitbestimmung der First Nations umzusetzen. Der Park untersteht Parks Canada und hat eine Gesamtfläche von 511 km², seine Länge beträgt dabei rund 130 km. Mittlerweile zieht er rund eine Million Besucher pro Jahr an. Seit dem Jahr 2000 gehört der nördliche Teil des Parks auch zum Clayoquot Sound Biosphere Reserve, einem von der UNESCO anerkanntem Biosphärenreservat.
Abweichend von den meisten anderen kanadischen Nationalparks, ist er einer von aktuell zehn Parks, welcher den Zusatz Reserve trägt. Dieser Zusatz ergibt sich aus anderen Nutzungsrechten für die lokalen indigenen Völker.
Die dominante Baumart ist die Sitka-Fichte. In den Monaten März und Oktober kann man schon von der Küste Grauwale beobachten, die die Pazifikküste zwischen ihren Winter- und Sommerquartieren entlangziehen. In den geschützteren Buchten leben auch Große Schwertwale (Orcas).

## Geographie
Der Park besteht aus drei Teilen, die durch Wasserflächen getrennt sind. Höchster Punkt im Park ist mit 799 m Höhe der im südlichen Parkbereich gelegene Hobiton Ridge. Der nördlich des Nitinat Lake auf der Parkgrenze gelegene Berg gehört zur Vancouver Island Ranges, der südlichen Subrange der Insular Mountains.
Der Park grenzt an verschiedene Stellen an andere Schutzgebiete. Zu diesen gehören der Carmanah Walbran Provincial Park, mit dem Carmanah Giant und der Hitchie Creek Provincial Park. Südlich der Bucht an der Port Renfrew liegt, setzt der Juan de Fuca Provincial Park den Schutz der Küstennatur fort. Auch nordwestlich von Tofino setzen mehrere der Provincial Parks in British Columbia den Schutz der Küstennatur fort.

### Long Beach

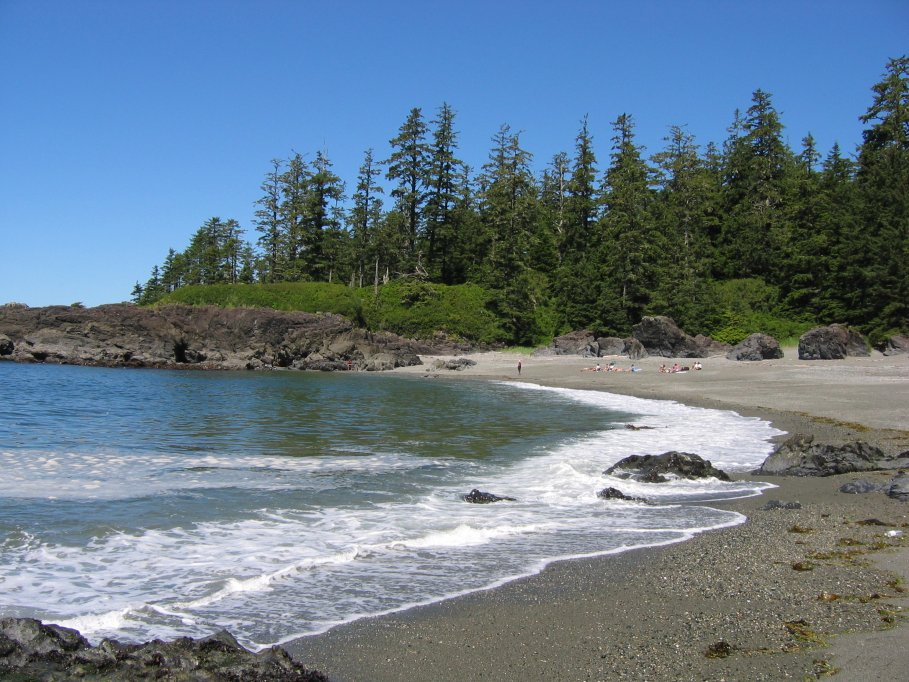
Strand des Pacific Rim National Park, British Columbia, Kanada

Die Long-Beach-Region des Nationalparks zieht mit Abstand die meisten Besucher an. Sie erstreckt sich im Süden des Clayoquot Sounds entlang der Küste zwischen Tofino und Ucluelet und besteht aus kilometerlangen Sandstränden, unterbrochen von bewaldeten Kuppen sowie dem unmittelbaren Hinterland des Küstenstreifens. Die Long Beach Region besitzt eine Vielzahl von gut ausgebauten, jedoch schonend in die Landschaft integrierten Wanderwegen. Häufig finden sich Erläuterungen zu Flora und Fauna sowie zur Besonderheit des dortigen Regenwaldes der gemäßigten Breiten.

### Broken Group Islands
Die Broken-Group-Islands-Region besteht aus etwa einhundert kleinen Inseln im Barkley Sound. Die größten Inseln sind Effingham, Turret, Turtle, Dudd, Jacques, Nettle und Gibraltar Island. Von Sechart und Toquart Bay aus besteht eine Bootsverbindung zu den Inseln.

### West Coast Trail
Der südlichste Abschnitt des Pacific-Rim-Nationalparks ist der West Coast Trail. Er ist eine der bekanntesten und je nach Wetterlage härtesten Wander-Routen Kanadas. Der Trail ist insgesamt 75 km lang und erstreckt sich entlang der Westküste von Vancouver Island zwischen Bamfield und Port Renfrew. Im Jahre 1907 wurde mit dem Ausbau dieses Weges begonnen, um Schiffbrüchigen zu helfen, wieder schnell in die Zivilisation zurückzufinden. Im Jahre 1910 wurde der Weg fertiggestellt. Er wurde bis in die 1950er Jahre hinein für seinen ursprünglichen Zweck genutzt, verlor dann aber dank des technischen Fortschritts in der Seefahrt an Bedeutung. 1970 wurde er in den heute bekannten West Coast Trail umbenannt. Geübte Wanderer können den Pfad in etwa einer Woche bewältigen. Um die Natur vor den negativen Effekten einer massenhaften Nutzung dieses Pfades zu bewahren, ist die Anzahl der Wanderer auf 68 pro Tag limitiert (gilt nicht für Tagesausflüge). Der Pfad wurde in den letzten Jahren immer weiter ausgebaut.
Die Quu’as-Partnerschaft, ein corporate joint venture der Pacheedaht, Ditidaht und Huu-ay-aht mit Parks Canada, sorgt für die Unterhaltung des Trails.
Informationen erhält man in den parkeigenen Info Centres und im Kwisitis Visitor Centre (ehemals Wickaninnish Interpretive Centre). Die zahlreichen Aufgaben im Park haben dafür gesorgt, dass er einer der größten Arbeitgeber in der Region geworden ist.

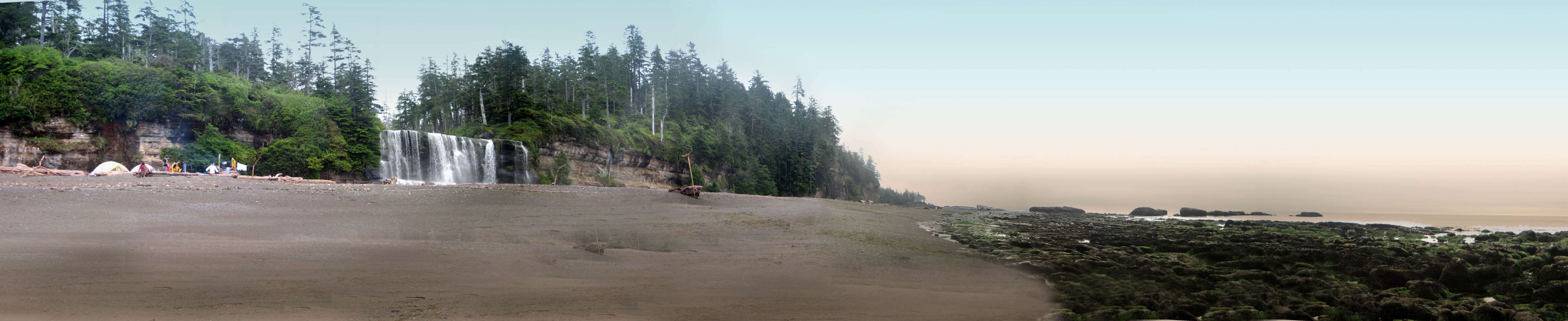
Tsusiat Falls, ein Campingplatz am West Coast Trail

## Tourismus
Der Pacific-Rim-Nationalpark ist einer der Parks in Kanada, in dem der Konflikt zwischen Naturschutz und Massentourismus deutlich wird. Jährlich besuchen etwa Millionen Menschen den Park. Dabei konzentriert sich dieser Besucheranstrom auf wenige Punkte (wie zum Beispiel am „Long Beach“ oder dem „Green Point Campground“) und auf die sommerliche Ferienzeit. Nach dem Banff-Nationalpark (≈ 4,1 Mio. Besucher) und dem Jasper-Nationalpark (≈ 2,5 Mio. Besucher) muss der Park die drittmeisten Besucher aller kanadischen Nationalparks verkraften.